# 土屋昌恒
土屋 昌恒（つちや まさつね）は、戦国時代から安土桃山時代の武将。「片手千人斬り」の伝説と異名を持つ。
武田氏の家臣で譜代家老衆。武田二十四将の一人土屋昌続の実弟。今川旧臣・武田家海賊衆の土屋貞綱の養子。

## 生涯

### 生誕
武田氏の家臣で譜代家老衆の金丸筑前守の五男・惣蔵として甲斐国に生まれる。
筑前守の次男・昌続は武田信玄の側近として活躍し、永禄4年（1561年）9月の川中島の戦い以降に土屋氏の名跡を与えられ、𡈽屋昌続となった。

### 初陣、岡部貞綱の養子へ
武勇に優れ、永禄11年の今川家との宇津房合戦に13歳で初陣し、敵方の岡部貞綱家臣の首を討ち取った。
永禄11年（1568年）の駿河侵攻後に武田信玄に降り、武田家の海賊衆となった岡部貞綱は、自分の家臣を討ち取った昌恒を養子にしたいと嘆願したという（岡部貞綱は後に信玄より土屋姓を与えられ、永禄13年（1570年）には土屋豊前守貞綱を名乗っている）。
これにより惣蔵は土屋貞綱の養子となり、𡈽屋昌恒と名を改める。

### 兄と父の討ち死、𡈽屋氏継承
昌恒は信玄・勝頼期の武田家に仕えた。天正3年（1575年）5月21日の長篠の戦いでは兄の昌続・養父の貞綱がともに戦死し、昌続と貞綱の双方に男子がいなかったため、昌恒は両土屋家を継承し、昌続と貞綱双方の遺臣を率いた。
勝頼時代、昌恒は主に東海道方面・関東方面の戦いの多くに参加した。

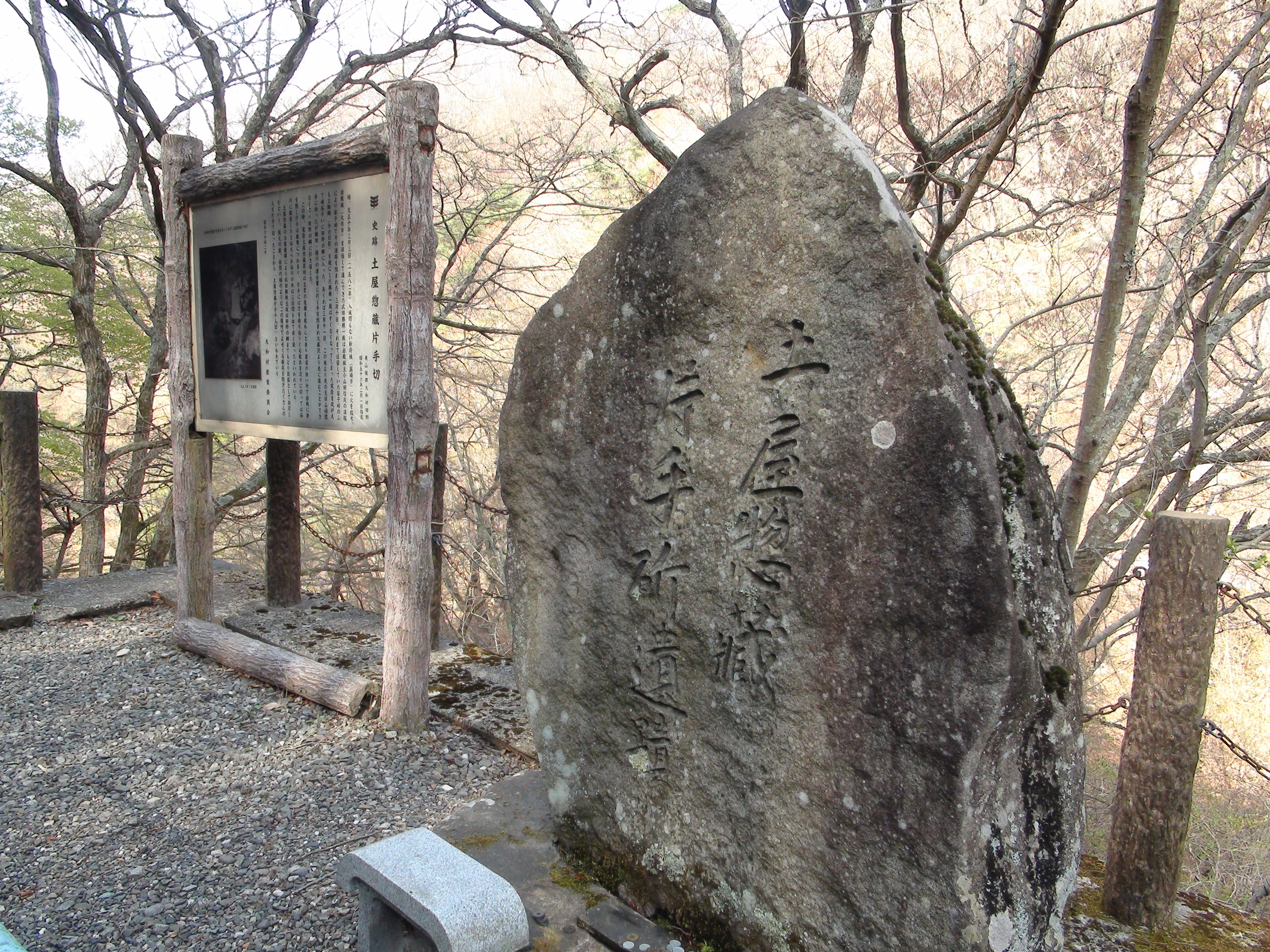
天目山の崖道にある片手切りの史跡

### 武田家最後の家臣
天正10年（1582年）3月、織田・徳川連合軍の甲州征伐では、最後まで武田勝頼に従う。『新編会津風土記』によれば、同年3月1日に最後となる龍朱印状を奉じている。『甲乱記』によれば、勝頼一行が小山田信茂を頼り郡内へ逃れる最中に信茂の離反を知り、動揺する勝頼側近の跡部勝資に対してこれを非難したという。
織田信長の武田攻めで、家臣の離反が相次ぐ中、土屋昌恒は最後まで勝頼に従い続けた。勝頼たちは最終的に天目山へ向かったが、勝頼に付き従った者は、田野村に着く頃には昌恒を含めてわずか数十人だった。

### 片手千人斬り
『信長公記』『甲乱記』『甲陽軍鑑』によれば、天目山の戦いにて勝頼が自害を覚悟したとき、昌恒は勝頼が自害するまでの時間を稼ぐため、織田勢を相手に奮戦した。その際、狭い崖道で織田勢を迎え撃つため、片手で藤蔓をつかんで崖下へ転落しないようにし、片手で戦い続けたことから、後に「片手千人斬り」の異名をとった。享年27。
昌恒のために日川に突き落とされた千人もの兵が流した血は、川の水を赤く染めて、それは3日間も色を失わなかったという。人々はのちにこの川を「三日血川」と呼ぶようになり、後世まで片手千人斬りの伝説を語り伝えた。
この働きにより、勝頼は織田方に討ち取られることなく自刃した。『理慶尼記』によれば、勝頼の命で自害した夫人に介錯をしたともいわれる。
勝頼の辞世の句、「朧なる　月のほのかに　雲かすみ　晴て行衛の　西の山の端」への返歌として、「俤の　みおしはなれぬ　月なれば　出るも入るも　おなじ山の端」と詠んだという。
昌恒の働きは戦後、織田信長からも賞賛され、「よき武者数多を射倒したのちに追腹を切って果て、比類なき働きを残した」と『信長公記』に記されている。『三河物語』では、徳川家臣の大久保忠教が昌恒の活躍を賞賛している。

## 没後
武田家の滅亡後、同年10月9日に土屋民部少輔が高野山成慶院において昌恒の供養を行う。法名は「忠叟道節大禅門院」。なお、『寛永諸家系図伝』では法名を「道節」、『甲斐国志』によれば、甲州市大和町田野の景徳院の位牌では「忠庵存孝居士」としている。

### 遺児たちと子孫
昌恒は養父・貞綱の実家である岡部氏の岡部元信の娘を妻に迎え、嫡男の土屋忠直を儲けている。

#### 土屋忠直
『寛政重修諸家譜』によれば、嫡男の土屋忠直は母に連れられて脱出したという。天正10年6月の天正壬午の乱を経て、甲斐は三河国の徳川家康が領するが、忠直の同心70名は徳川家臣・井伊直政に付属され、乱の最中に家康に対して忠誠を誓った天正壬午起請文を提出している。忠直自身は天正16年（1588年）に家康に拝謁し、家康側室の阿茶局により養育される。慶長7年（1602年）に忠直は上総久留里藩の大名となった。

##### 忠直の子孫
- 久留里藩土屋家 - 昌恒の子の忠直に始まる嫡流であるが、3代直樹の代で改易され、その子逵直（土屋主税として知られる）以降は旗本家として続いた。
- 土浦藩土屋家 - 忠直の次男数直が常陸土浦藩主に取り立てられて始まった分家。嫡流の改易後も大名家として続いた。

#### 土屋重虎
昌恒のもう一人の遺児、重虎は信州新野（現阿南町新野）の光國瞬玉和尚を頼って落ち延びた。光國瞬玉は武田信玄の叔父（武田信虎の弟）であり、新野の瑞光院の開山であった。昌恒は光國瞬玉に辞世の句と頼状を残しており、重虎には複数の家臣、乳母、下人が同行し、形見も託された。光國瞬玉の元で重虎は出家し、代々僧侶を務めた。江戸時代には庄屋となっており、帯刀を認められていた。
弟子には現存する即身仏（ミイラ）の一体である心宗行順大行者（行人様）がいる。
表紋は九曜、裏紋は三ツ石。

## 逸話
- 上野国の膳城（ぜんじょう）攻略戦での昌恒は、武具を身に着けない軽装で、城の大手門（正門）に先陣を切って乗り込んだという。この活躍は後に「素肌攻め」と呼ばれた。
- 『甲陽軍鑑』品第五十七の文中に、武田家臣の小幡豊後守昌盛が重病のため土屋昌恒を通して武田勝頼のもとへ暇乞いに来る場面があり、この中に積聚の脹満（しゃくじゅのちょうまん）と書かれた記述がある。積聚（しゃくじゅ）とは腹部の異常を指す東洋医学用語であり、脹満（ちょうまん）とは腹部だけが膨らんだ状態を意味している。積聚の脹満とはつまり、腹部の病気によって腹が膨らんだ状態を描写したものである。さらに、籠輿（かご）に乗って主君である勝頼の下へ出向いているのは、この時すでに昌盛が歩くことすらできなくなっていたからであると考えられ、日本住血吸虫に関する最古の資料である。
- 『理慶尼記』によれば、天目山麓での最後の別れの宴催で、昌恒は勝頼に「御屋形様はこの私も裏切るのではないかとご警戒なさってはいやしないか、ずっと案じておりました。そのようなことは決してない証を、御目にかけましょう。」と言って、5歳の我が子の胸元に押し当て刺し殺した。勝頼は「なんということをするのだ。最後の言葉も他にかけようがあっただろうに。」（あまりあへなき事を、いたしけるものや。さいごのこと葉をも、かけやうつるものお）と涙を流し、供の者達も涙で小手の鎖を濡らしたという（実際には昌恒の子たちは落ち延びており、これは虚説と思われる）。

## 土屋昌恒を扱った作品

### 映画
- 『笛吹川』 ‐ 1960年に松竹が製作・配給した木下惠介監督・脚本の映画。松本幸四郎演じる「惣蔵」として登場した。
- 『信虎』 ‐ 2021年の 金子修介監督の映画。木村圭吾が演じた。

### 漫画
- 『レイリ』 - 岩明均原作、室井大資作画による漫画。「土屋惣三」として登場する。主人公は、史実の岡部元信の娘で昌恒の妻となり土屋忠直を生んだ女性をモデルにしている。

### ゲーム
- 『戦国無双 〜真田丸〜』 - 真田昌幸の盟友「土屋昌次」の弟として登場。武田家に対し、非常に厚い忠誠心を抱いている。
- 『信長の野望・大志』- 信長の野望シリーズには毎回実装されている。『信長の野望・大志』にて行われた“上司・部下にしたい戦国武将”ランキングで武田信玄が2位となった。選考理由に「有名な真田昌幸や片手千人斬りの土屋昌恒など、雄大な人物達を自分の側で育てていたため。」と記載された。
- 『戦国サーガ』(モバゲー) ‐［不撓之志］土屋昌恒として実装。